# 中華鷓鴣
中華鷓鴣（学名：Francolinus pintadeanus），又稱中國鷓鴣、越雉、懷南。屬雞形目雉科鷓鴣屬。鷓鴣頭頂羽毛為黑色，有褐色及黃色斑，身體大多為黑色，有很多圓形白色斑點，下身的斑點較大。
鷓鴣多在矮小山崗的灌木林中活動，有時候3－5隻結群尋找食物。遇驚時很怏地匿藏在灌木叢深處，很難發現。腳爪強健，善於在地上行走，雖然不常飛行，但飛行速度很快。
鷓鴣是雜食性，喜歡吃蚱蜢等昆蟲及螞蟻，同時亦吃野生果實，雜草種子及植物的嫩芽。

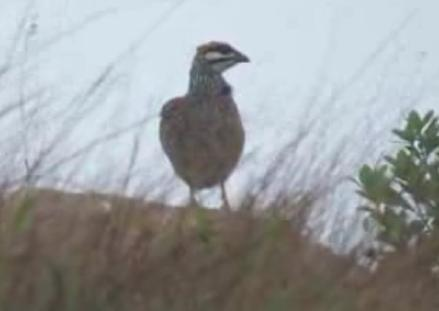
中华鹧鸪，摄於香港大屿山

## 保护
本种于2023年被收录入《有重要生态、科学、社会价值的陆生野生动物名录》。

## 延伸阅读
[在维基数据编辑]
 《欽定古今圖書集成·博物彙編·禽蟲典·鷓鴣部》，出自陈梦雷《古今圖書集成》